# Équipe de Tunisie de volley-ball en 1983
L'équipe de Tunisie de volley-ball termine le championnat d'Afrique 1983 organisé à Port-Saïd sur la deuxième marche du podium, derrière l'Égypte, et se qualifie aux Jeux olympiques de Los Angeles.

## Matchs
| Date | Lieu      | Adversaire | Score | Durée | Compétition | Meilleur marqueur | Référence |
| 1983 | Port-Saïd | Cameroun   | 3-1   | -     | CHAN        | -                 |           |
| 1983 | Port-Saïd | Algérie    | 3-1   | -     | CHAN        | -                 |           |
| 1983 | Port-Saïd | Égypte     | 1-3   | -     | CHAN        | -                 |           |

CHAN : match du championnat d'Afrique 1983.